# Liên hoan phim quốc tế Moskva
Liên hoan phim quốc tế Moskva là một liên hoan phim lâu đời thứ nhì thế giới, sau Liên hoan phim Venezia. Liên hoan phim này được tổ chức lần đầu ở Moskva năm 1935. Từ năm 1959 tới năm 1995, liên hoan phim này được tổ chức mỗi 2 năm một lần (các năm lẻ) vào tháng 7, xen kẽ với Liên hoan phim quốc tế Karlovy Vary, sau đó được tổ chức hàng năm. Để phản ứng trước cuộc xâm lược Ukraine của Nga năm 2022 , FIAPF (Fédération Internationale des Associations de Producteurs de Films, được dịch là Liên đoàn Quốc tế các Hiệp hội Nhà sản xuất Phim) đã tạm dừng việc công nhận Liên đoàn các nhà sản xuất liên hoan phim cho đến khi có thông báo mới.
Giải thưởng hàng đầu của Liên hoan phim quốc tế Moskva là tượng nhỏ thánh George cưỡi trên lưng con rồng, tiêu biểu cho huy hiệu của thành phố Moskva. Phim 8½ của đạo diễn nổi tiếng người Ý Federico Fellini đã được chiếu suất ra mắt tại Liên hoan phim này và đã đoạt giải thưởng lớn.
Từ năm 2000, Nikita Mikhalkov làm chủ tịch Liên hoan phim này. Gần đây, liên hoan phim này đã lập ra Giải Stanislavsky để thưởng cho các nam/nữ diễn viên xuất sắc tới dự liên hoan, như Jack Nicholson và Meryl Streep.

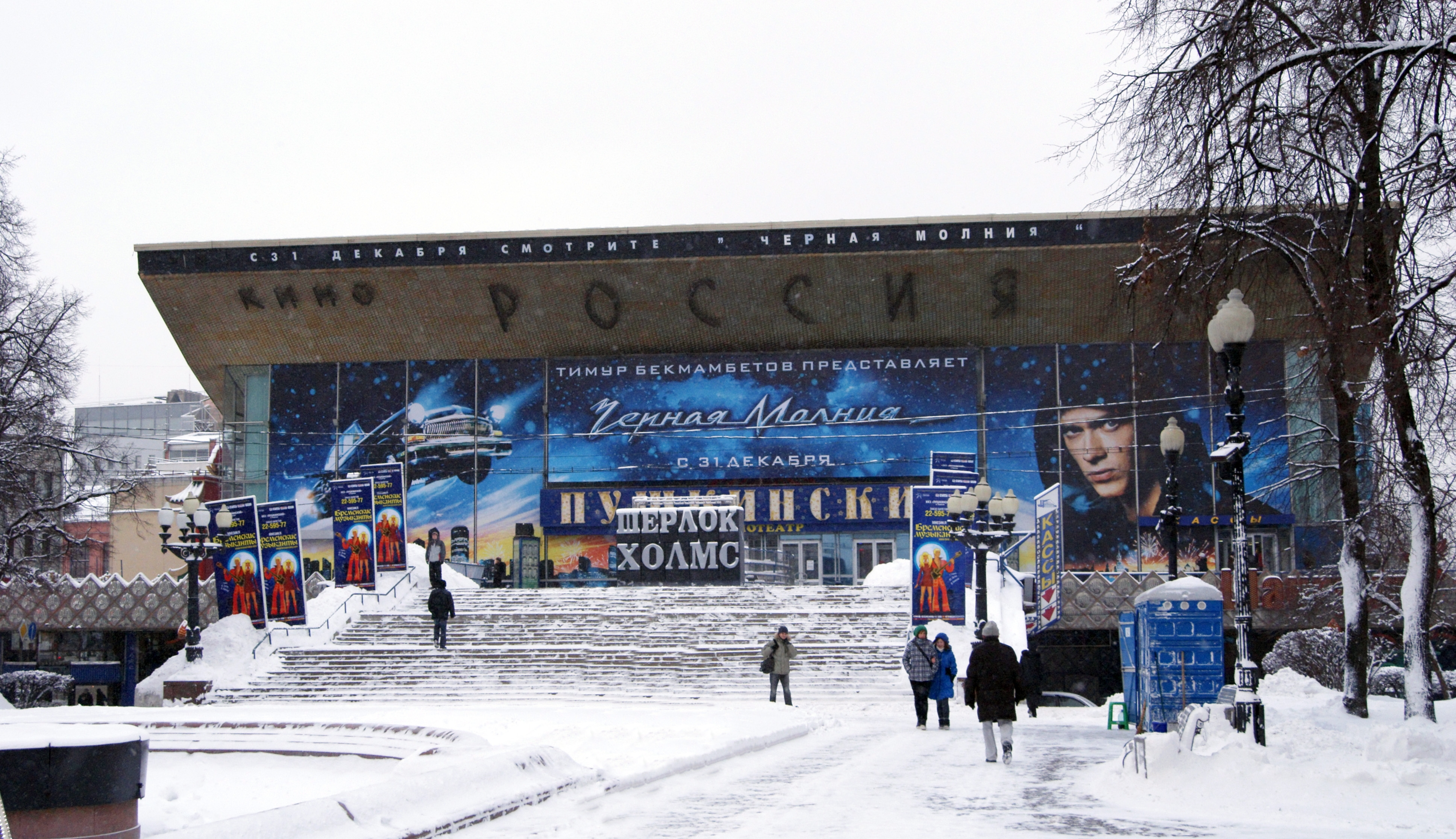
The Rossiya Cinema Theatre has always hosted the Moscow International Film Festival.

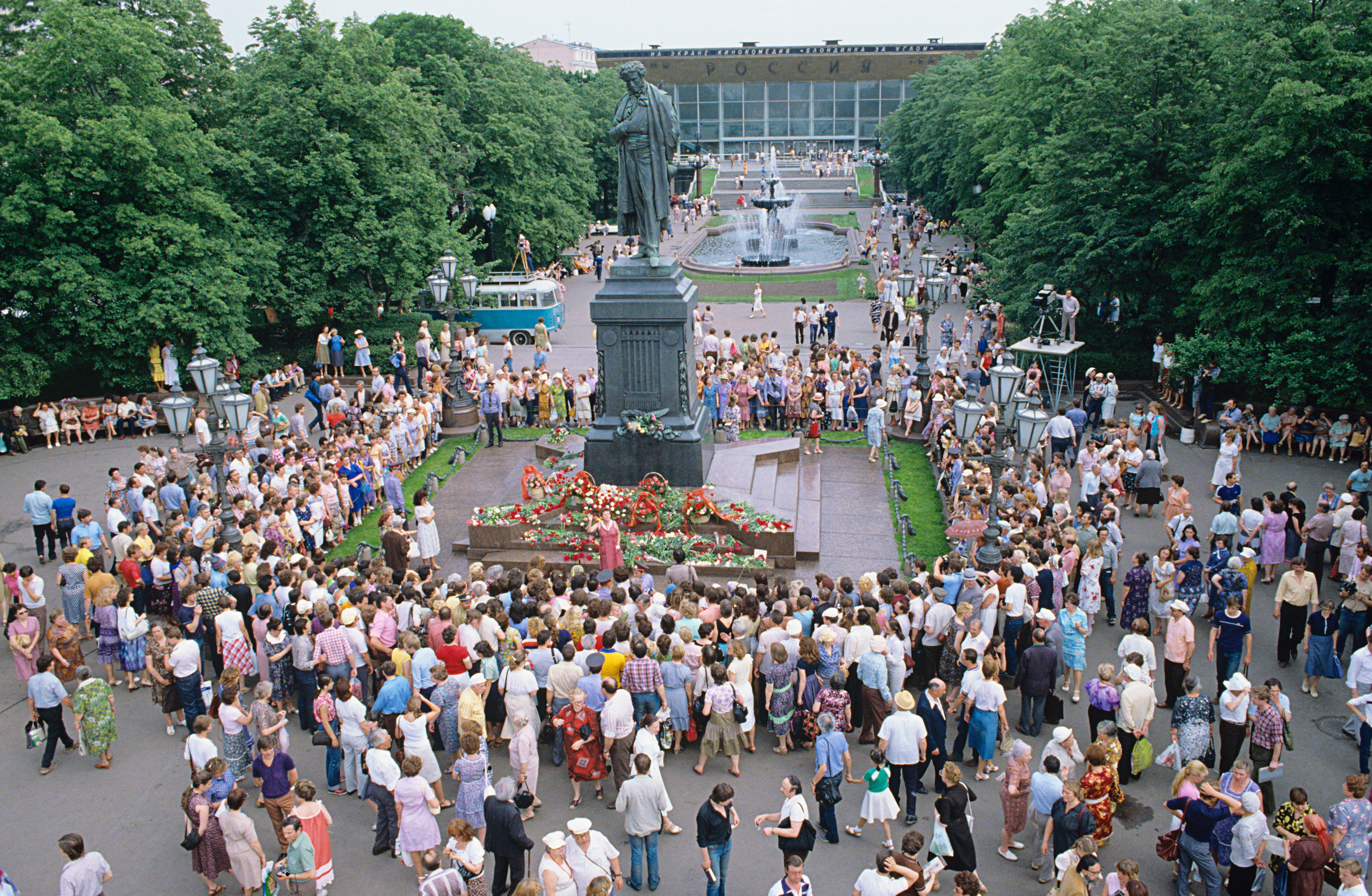
Pushkinskaya Square, Pushkin Monument and Rossiya Cinema Theatre in 1984

## Lịch sử hình thành
Năm 1997, người ta thông báo rằng liên hoan phim sẽ được tổ chức mỗi năm một lần thay vì hai năm một lần. Do vấn đề tài chính, lễ hội không được tổ chức vào năm 1998. Từ năm 1999 đến 2019, Nikita Mikhalkov trở thành chủ tịch của Lễ hội. Năm 2015, lễ hội bắt đầu được tổ chức thường niên. Từ năm 2006, chương trình phim tài liệu "Tư tưởng tự do" đã xuất hiện trong khuôn khổ Liên hoan. Năm 2011, có thông báo rằng cuộc thi phim tài liệu tại MIFF đã được tiếp tục.
Để phản ứng với cuộc xâm lược Ukraine của Nga vào năm 2022, FIAPF (Liên đoàn các hiệp hội sản xuất phim quốc tế) đã tạm dừng việc công nhận Liên hoan phim quốc tế Moscow và Liên hoan phim quốc tế Thông điệp gửi con người (tổ chức tại St Petersburg) cho đến khi có thông báo mới.

## Người chiến thắng

### Grand Prix (1959–1967)
| Năm  | Phim             | Đạo Diễn          | Quốc Gia | Ghi Chú |
| ---- | ---------------- | ----------------- | -------- | ------- |
| 1959 | Destiny of a Man | Sergei Bondarchuk | Liên Xô  | [ 10 ]  |
| 1961 | The Naked Island | Kaneto Shindō     | Nhật Bản |         |
| 1961 | Clear Skies      | Grigori Chukhrai  | Liên Xô  |         |
| 1963 | 8½               | Federico Fellini  | Ý        |         |
| 1965 | War and Peace    | Sergei Bondarchuk | Liên Xô  |         |
| 1965 | Twenty Hours     | Zoltán Fábri      | Hungary  |         |
| 1967 | The Journalist   | Sergei Gerasimov  | Liên Xô  |         |
| 1967 | Father           | István Szabó      | Hungary  |         |

### Golden Prize (1969–1987)
| Năm  | Phim                             | Đạo Diễn                         | Quốc Gia    | Ghi Chú |
| ---- | -------------------------------- | -------------------------------- | ----------- | ------- |
| 1969 | Lucía                            | Humberto Solás                   | Cuba        |         |
| 1969 | We'll Live Till Monday           | Stanislav Rostoskij              | Liên Xô     |         |
| 1969 | Serafino                         | Pietro Germi                     | Ý           |         |
| 1971 | Confessions of a Police Captain  | Damiano Damiani                  | Ý           |         |
| 1971 | Live Today, Die Tomorrow!        | Kaneto Shindō                    | Nhật Bản    |         |
| 1971 | The White Bird Marked with Black | Yuri Ilyenko                     | Liên Xô     |         |
| 1973 | That Sweet Word: Liberty!        | Vytautas Žalakevičius            | Liên Xô     |         |
| 1973 | Affection                        | Ludmil Staikov                   | Bulgaria    |         |
| 1975 | The Promised Land                | Andrzej Wajda                    | Ba Lan      |         |
| 1975 | Dersu Uzala                      | Akira Kurosawa                   | Liên Xô     |         |
| 1975 | We All Loved Each Other So Much  | Ettore Scola                     | Ý           |         |
| 1977 | The Fifth Seal                   | Zoltán Fábri                     | Hungary     |         |
| 1977 | El puente                        | Juan Antonio Bardem              |             |         |
| 1977 | Mimino                           | Georgi Daneliya                  | Liên Xô     |         |
| 1979 | Christ Stopped at Eboli          | Francesco Rosi                   | Ý           |         |
| 1979 | Siete días de enero              | Juan Antonio Bardem              | Tây Ban Nha |         |
| 1979 | Camera Buff                      | Krzysztof Kieślowski             | Ba Lan      |         |
| 1981 | O homen que virou suco           | João Batista de Andrade          | Brasil      |         |
| 1981 | Teheran 43                       | Aleksandr Alov & Vladimir Naumov | Liên Xô     |         |
| 1981 | Cánh đồng hoang                  | Nguyễn Hồng Sến                  | Việt Nam    |         |
| 1983 | Alsino e il condor               | Miguel Littín                    | Nicaragua   |         |
| 1983 | Amok                             | Souhel Ben Barka                 | Maroc       |         |
| 1983 | Vassa                            | Gleb Panfilov                    | Liên Xô     |         |
| 1985 | A Soldier's Story                | Norman Jewison                   | Hoa Kỳ      |         |
| 1985 | The Descent of the Nine          | Christos Shiopacahas             | Hy Lạp      |         |
| 1985 | Come and See                     | Elem Klimov                      | Liên Xô     |         |
| 1987 | Intervista                       | Federico Fellini                 | Ý           |         |

### Golden St. George (1989–2003)
- 1989 – The Icicle Thief (Italy, dir. Maurizio Nichetti)
- 1991 – Spotted Dog Running at the Edge of the Sea (USSR-Germany, dir. Karen Gevorkian)
- 1993 – Me Ivan, You Abraham (France-Belarus, dir. Yolande Zauberman)
- 1995 – not awarded
- 1997 – Marvin's Room (USA, dir. Jerry Zaks)
- 1999 – Will to Live (Japan, dir. Kaneto Shindō)
- 2000 – Life as a Fatal Sexually Transmitted Disease (Poland-France, dir. Krzysztof Zanussi)
- 2001 – The Believer (USA, dir. Henry Bean)
- 2002 – Resurrection (Italy-France, dir. Paolo and Vittorio Taviani)
- 2003 – The End of a Mystery (Italy / Spain, dir. Miguel Hermoso)

### Golden George (since 2004)
- 2004 – Our Own (dir. Dmitry Meskhiev, Russia)
- 2005 – Dreaming of Space (dir. Alexei Uchitel, Russia)
- 2006 – About Sara (dir. Othman Karim, Sweden)
- 2007 – Travelling with Pets (dir. Vera Storozheva, Russia)
- 2008 – As Simple as That (dir. Reza Mirkarimi, Iran)
- 2009 – Pete on the Way to Heaven (dir. Nikolaj Dostal' [it], Russia)
- 2010 – Hermano (dir. Marcel Rasquin, Venezuela)
- 2011 – Las olas (dir. Alberto Morais, Spain)
- 2012 – Junkhearts (dir. Tinge Krishnan, United Kingdom)
- 2013 – Particle (dir. Erdem Tepegöz [tr], Turkey)
- 2014 – My Man (dir. Kazuyoshi Kumakiri, Japan)
- 2015 – Losers (dir. Ivaylo Hristov [fr], Bulgaria)
- 2016 – Daughter (dir. Reza Mirkarimi, Iran)
- 2017 – Yuan Shang (dir. Liang Qiao [ru], China)
- 2018 – The Lord Eagle (dir. Eduard Novikov, Russia)
- 2019 – The Secret of a Leader (dir. Farkhat Sharipov, Kazakhstan)
- 2020 – A Siege Diary (dir. Andreï Zaïtsev [fr], Russia)

Các phim đoạt giải thưởng lớn
| Năm  | Phim                                                    | Đạo diễn                 | Nước        |
| ---- | ------------------------------------------------------- | ------------------------ | ----------- |
| 1989 | Ladri di saponette                                      | Maurizio Nichetti        | Ý           |
| 1991 | Pegiy pyos, Begushchiy kraem morya                      | Karen Gevorkyan          | Liên Xô     |
| 1993 | Moi Ivan, toi Abraham                                   | Yolande Zauberman        | Nga         |
| 1995 | không trao giải                                         |                          |             |
| 1997 | Marvin's Room                                           | Jerry Zacks              | Hoa Kỳ      |
| 1999 | Ikitai                                                  | Kaneto Shindō            | Nhật Bản    |
| 2000 | Zycie jako smiertelna choroba przenoszona droga plciowa | Krzysztof Zanussi        | Ba Lan      |
| 2001 | The Believer                                            | Henry Bean               | Hoa Kỳ      |
| 2002 | Resurrezione                                            | Paolo e Vittorio Taviani | Ý           |
| 2003 | La luz prodigiosa                                       | Miguel Hermoso           | Tây Ban Nha |
| 2004 | Svoi                                                    | Dmitri Meskhiyev         | Nga         |
| 2005 | Kosmos kak predchuvstvie                                | Aleksei Uchitel          | Nga         |
| 2006 | Om Sara                                                 | Karim Othman             | Thụy Điển   |
| 2007 | Puteschestwije s Domaschnimi Schiwotnymi                | Wera Storoschewa         | Nga         |
| 2008 | Be hamin sadegi                                         | Reza Mir Karimi          | Iran        |